# Boëssé-le-Sec
Boëssé-le-Sec ist eine französische Gemeinde mit 534 Einwohnern (Stand: 1. Januar 2022) im Arrondissement Mamers im Département Sarthe in der Region Pays de la Loire. Le Luart gehört zum Kanton La Ferté-Bernard (bis 2015: Kanton Tuffé) und zum Gemeindeverband Communauté de communes du Pays de l’Huisne Sarthoise. Die Einwohner werden Boësséens genannt.

## Geographie
Boëssé-le-Sec liegt etwa 30 Kilometer ostnordöstlich von Le Mans. Umgeben wird Boëssé-le-Sec von den Nachbargemeinden La Bosse im Norden, Saint-Martin-des-Monts im Nordosten, Villaines-la-Gonais im Osten, Sceaux-sur-Huisne im Süden und Südosten, Tuffé Val de la Chéronne im Süden und Westen sowie Saint-Denis-des-Coudrais im Nordwesten.

## Bevölkerungsentwicklung
| 1962                      | 1968 | 1975 | 1982 | 1990 | 1999 | 2006 | 2013 |
| ------------------------- | ---- | ---- | ---- | ---- | ---- | ---- | ---- |
| 648                       | 664  | 726  | 615  | 590  | 596  | 644  | 622  |
| Quelle: Cassini und INSEE |      |      |      |      |      |      |      |

## Sehenswürdigkeiten

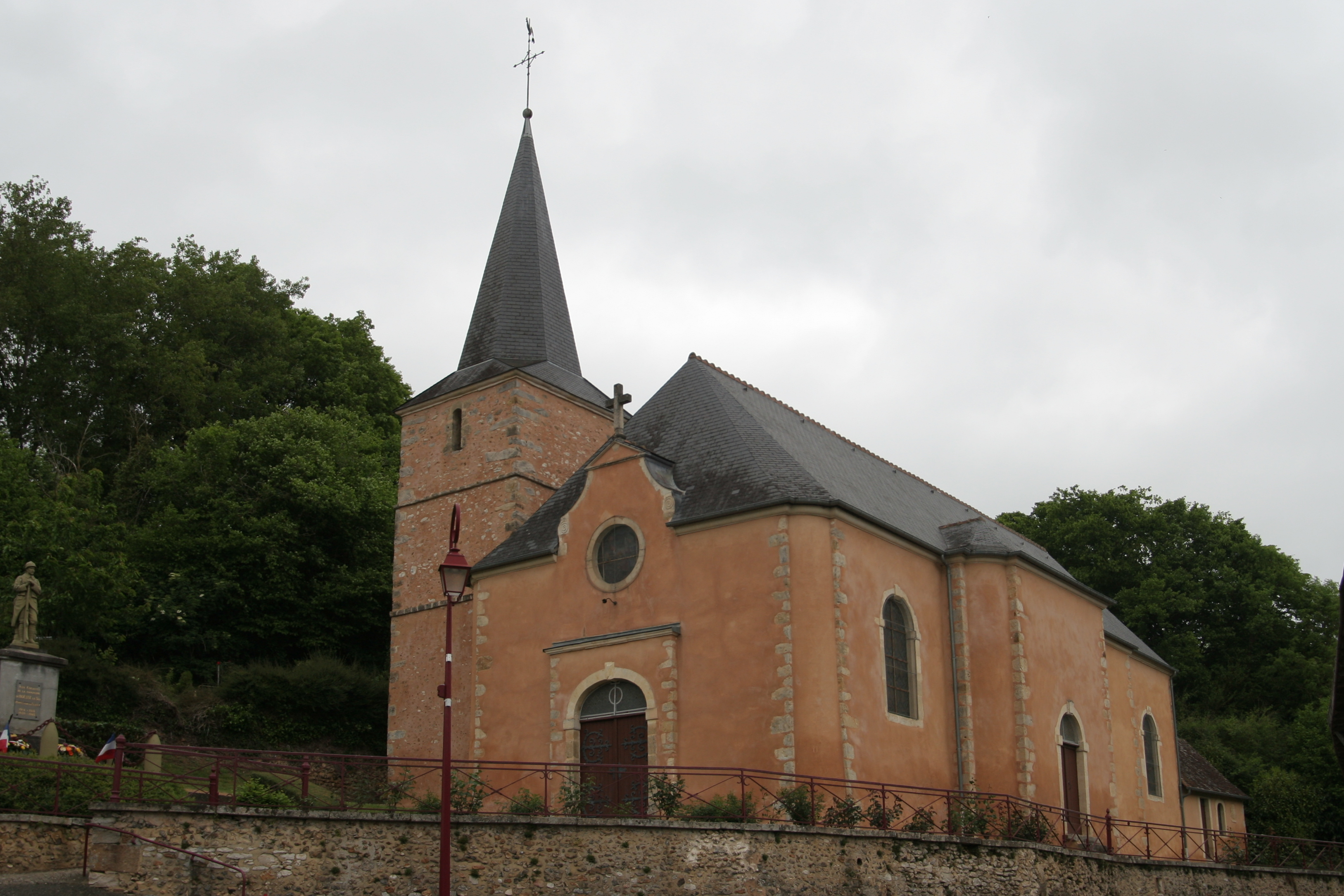
Kirche Notre-Dame

- Kirche Notre-Dame